# 未来の二人に
「未来の二人に」（みらいのふたりに）は、米倉千尋の4thシングルである。

## 収録曲
1. 未来の二人に
  - 作詞：工藤哲雄、作曲：都志見隆、編曲：CHOKKAKU
  - OVA「機動戦士ガンダム 第08MS小隊」挿入歌。
  - 1stアルバム『Believe』には、「アコースティックバージョン」としての収録だったので、オリジナルとして初のシングルカットとなった。
  - 3rdアルバム『always』には、「リミックスバージョン」として、収録されている。
  - 2ndアルバム『Transistor Glamour』と、ベスト・アルバム『BEST OF CHIHIROX』には、オリジナルバージョンとして、収録されている。
2. 私の勇気
  - 作詞：米倉千尋・鵜島仁文、作曲：鵜島仁文、編曲：亀田誠治
  - 2ndアルバム『Transistor Glamour』にも、収録されている。
3. 未来の二人に（original karaoke）
4. 私の勇気（original karaoke）